# چوکوی
چوکوی (به مجاری:  Csököly) یک منطقهٔ مسکونی در مجارستان است که در ناحیه کاپوشوار واقع شده‌است. چوکوی ۲۹٫۸۴ کیلومتر مربع مساحت و ۱٬۰۴۷ نفر جمعیت دارد.